# Gļebs Žaleiko
Gļebs Žaleiko (Riga, 27 de junio de 2004) es un futbolista letón que juega en la demarcación de centrocampista para el FK Jelgava de la Virslīga.

## Selección nacional
Tras jugar en las categorías inferiores de la selección, finalmente hizo su debut con la selección absoluta de Letonia el 7 de junio contra Azerbaiyán en un partido amistoso que finalizó con un resultado de empate a cero.

## Clubes
| Club                    | País    | Año       | Partidos | Goles |
| ----------------------- | ------- | --------- | -------- | ----- |
| FK RFS II               | Letonia | 2022-2023 | 4        | 4     |
| FK RFS                  | Letonia | 2022-2023 | 26       | 0     |
| BFC Daugavpils (cedido) | Letonia | 2023      | 15       | 0     |
| FK RFS II               | Letonia | 2024      | 16       | 2     |
| FK RFS                  | Letonia | 2024      | 7        | 0     |
| BFC Daugavpils (cedido) | Letonia | 2024      | 10       | 1     |
| FK RFS II               | Letonia | 2025      | 6        | 1     |
| FK RFS                  | Letonia | 2025      | 4        | 0     |
| FK Jelgava (cedido)     | Letonia | 2025-     | 6        | 0     |